# Çağlalık, Payas
Çağlalık là một xã thuộc huyện Payas, thành phố Hatay, Thổ Nhĩ Kỳ. Từng thuộc huyện Dörtyol, tỉnh Hatay, dân số thời điểm năm 2011 là 2.071 người, năm 2012, Çağlalık được nhập vào huyện mới Payas.